# Le vent de la nuit
Le vent de la nuit è un film del 1999 diretto da Philippe Garrel.